# István Jancsó
István Jancsó (Miskolc, 18 de março de 1938 - São Paulo, 23 de março de 2010) foi um historiador e professor universitário húngaro radicado no Brasil.

## Biografia

### Primeiros anos
Nascido na Hungria, sua família, proveniente da Transilvânia (atual Romênia), estabeleceu-se no começo do século XVIII no que hoje é a Eslováquia. Seu pai era oficial do exército húngaro e lutou na frente russa durante a Segunda Guerra, quando a Hungria era aliada ao Eixo. "No fim da guerra, meu pai não quis voltar para o país e optou pela emigração. A Hungria dele havia acabado. Essas foram as suas palavras". Assim a família, "com dois filhos e nenhum recurso" e sem conhecer a língua portuguesa, emigrou para o Brasil, em 1948.
Ingressou na Universidade de São Paulo em 1960, no curso de História, onde foi aluno de Emília Viotti da Costa, Fernando Novais, Sérgio Buarque de Holanda, Antonio Candido e Florestan Fernandes. Graduou-se em 1963 e logo foi convidado pelo professor Eduardo de Oliveira França para dar aulas de História Moderna e Contemporânea na USP, onde lecionou desde março de 1964 até 1966, quando aceitou um convite para ensinar na Universidade Federal da Bahia.
Já na vigência do regime militar no país, mudou-se para Salvador, onde lecionou na UFBA (de 1966 a 1971) e onde nasceram seus dois filhos. Nessa época, passa a participar clandestinamente do movimento sindical e acaba por ter que sair do Brasil. Vai para a França, onde frequenteou os seminários de Pierre Vilar e foi contratado para dar aulas na Universidade de Nantes (1971-1972). Decidiu voltar ao Brasil, antes de concluir sua tese, decidido a continuar sua militância política, em pleno governo Médici. Pouco mais de um ano depois, foi preso em Ijuí, no Rio Grande do Sul. Seu apartamento no Rio de Janeiro foi então revirado pelas forças da ordem e vários documentos foram levados, inclusive os originais de sua tese, já pronta. Na prisão, em consequência das sevícias sofridas, perdeu parcialmente a audição.
Em 1989, volta a ser professor da USP (mediante concurso público), onde coordenou o Centro de Apoio à Pesquisa Histórica e dirige o Instituto de Estudos Brasileiros e o Projeto Temático Brasil: Formação do Estado e da Nação. 
István Jancsó faleceu em 2010, aos 72 anos, em consequência de complicações renais decorrentes de um câncer.

## Contribuição
Criou a revista eletrônica Almanack Brasiliense, dedicada à publicação de estudos sobre a história da América portuguesa, a partir de meados do século XVIII, e do Império do Brasil. Finalmente, a grande aventura final de sua vida foi dirigir o Projeto Brasiliana USP - a incorporação da Biblioteca Guita e José Mindlin ao acervo da USP.
Jancsó concebeu todo o projeto da Biblioteca Brasiliana Guita e José Mindlin, da qual foi o primeiro diretor. Coordenava o processo de digitalização das obras doadas  pelo bibliófilo José Mindlin (1914 - 2010) e a construção de uma biblioteca para abrigar fisicamente o acervo. Mas não pode concluir o projeto. A Biblioteca Brasiliana Guita e José Mindlin foi inaugurada em 23 de março de 2013, exatamente três anos após a morte do historiador.
Foi responsável pela formação de uma geração inteira de historiadores da UFBA e USP. Orientou João Paulo Garrido Pimenta, Andréa Slemian, Maria Hilda Baqueiro Paraiso, Denis Antonio de Mendonça Bernardes, Milton Ohata, Dainis Karepovs, entre outros.

## Obras

### Livro
- Na Bahia contra O Imperio - História do Ensaio de Sedição de 1798. São Paulo: HUCITEC, 1996.

### Organização
- Independência: História e Historiografia. São Paulo: Hucitec, FAPESP, 2005.
- Brasil: Formação do Estado e da Nação. São Paulo: Hucitec, Ed. UNIJUÍ, FAPESP, 2003
- Festa: cultura e sociabilidade na América portuguesa. São Paulo: EDUSP, Hucitec, FAPESP, IMESP, 2001.
- Cronologia de História do Brasil Monárquico (1808-1889). 1ª. ed. São Paulo: Humanitas, 2000.
- Cronologia de História do Brasil Colonial (1500-1831). SAO PAULO: Departamento de História da USP - Série Iniciação, 1994.
- Introdução ao Estudo da História - História da Historiografia.  Salvador: EDUFBA, 1970.
- Mão de obra operária iIndustrial na Bahia. Salvador: CPE-SETRABES, 1969.

### Capítulos de livros
- "Tempos de reforma, tempos de revolução". In: Bettina Kann; Patricia Souza Lima. (Org.). Cartas de uma imperatriz. São Paulo: Estação Liberdade, 2006, p. 17-49.
- "O Doutor Barata - Político, Democrata e Jornalista". In: Marcos Silva. (Org.). Dicionário Crítico Câmara Cascudo. São Paulo; Natal: Perspectiva, FFLCH-USP, FAPESP; EDUFRN, Fundação José Augusto, 2003, p. 62-65.
- "Bahia 1798 - a hipótese do auxílio francês ou a cor dos gatos". In: Junia Furtado. (Org.). Diálogos Oceânicos - Minas Gerais e as novas abordagens para uma história do Império Ultramarino Português. Belo Horizonte: Ed.UFMG, 2001, p. 361-387.
- "Peças de um mosaico (apontamentos para o estudo da emergência da identidade nacional brasileira". In: Carlos Guilherme Mota (org.). Viagem Incompleta 1500-2000 - A experiências Brasileira. São Paulo: SENAC São Paulo Editora, 2000, p. 127-175.
- "Contrabandos e ideias". In: C. Domingues; C. Lemos; E. Yglesias. (Org.). Animai-vos povo bahiense - a conspiração dos alfaiates. Salvador: Omar G. Editora, 1999, p. 59-67.
- "A Sedução da Liberdade - cotidiano e contestação política no final do século XVIII". In: Laura de Mello e Souza; Fernando Novais (org.). Cotidiano e vida privada na América Portuguesa. São Paulo: Companhia das Letras, 1997, p. 387-437.
- "A Construção dos Estados Nacionais na América Latina - Apontamentos para o Estudo do Império como Projeto". In: José Roberto do Amaral Lapa; Tamás Szmrecsányi (org.). História econômica da Independência e do Império. 1 ed. São paulo: HUCITEC, 1996, p. 3-26.
- Apresentação. In: Ana Maria de Almeida Camargo. (Org.). Diagnóstico dos Arquivos da FFLCH da Universidade de São Paulo. 1 ed. 158: CAPH/DH/FFLCH - USP, 1996.
- "A Crise do stalinismo e a questão Nacional. In: Jorge Novoa. (Org.). A História à deriva - um balanço de fim de século. Salvador: Universidade Federal da Bahia, 1993, p. 109-126.
- "Como estudar a história quantitativa da Bahia" e "As exportacoes da Bahia durante a República Velha". In: Frederic Mauro. (Org.). L'histoire quantitative du Brésil. Paris: CNRS, 1972, p. 361-373.